# Esquema de Linati para Ulisses
Esse esquema para o romance Ulisses foi produzido por seu autor, James Joyce, em 1920 para ajudar um amigo, Carlo Linati, a entender a estrutura fundamental do livro.
| Título            | Hora                    | Cor             | Pessoas | Ciência / Arte | Significado                  | Técnica                                           | Órgão                         | Símbolos |
| ----------------- | ----------------------- | --------------- | --- | -------------- | ---------------------------- | ------------------------------------------------- | ----------------------------- | --- |
| Telêmaco          | 8-9                     | Ouro, Branco    | - Telêmaco - Mentor - Antínoo - Pretendentes de Penélope - Penélope                                                                                                   | Teologia       | O filho despojado em luta    | Diálogo para três e quatro, narrativa, solilóquio | -                             | Hamlet, Irlanda, Stephen |
| Nestor            | 9-10                    | Marrom          | - Telêmaco - Nestor - Pisístrato - Helena de Tróia | História       | A sabedoria do mundo antigo  | Diálogo para dois, narrativa, solilóquio          | -                             | Ulster, mulher, senso prático |
| Proteu            | 10-11                   | Azul            | - Telêmaco - Proteu - Menelau - Helena de Tróia - Megapente | Filologia      | A matéria original (ΠΡΟΤÉΥΣ) | Solilóquio                                        | -                             | Mundo, maré, Lua, evolução, metamorfose                                                                                           |
| Calipso           | 8-9                     | Laranja         | - Calipso - Penélope - Ulisses - Calídice | Mitologia      | O viajante que parte         | Diálogo para dois, solilóquio                     | Rins                          | Vagina, exílio, ninfa, Israel em cativeiro                                                                                        |
| Lotófagos         | 9-10                    | Marrom escuro   | - Euríloco - Polites - Ulisses - Nausícaa | Química        | A sedução da fé              | Diálogo, oração, solilóquio                       | Pele                          | Hóstia, pênis no banho, espuma, flor, medicação, castração, aveia                                                                 |
| Hades             | 11-12                   | Preto, Branco   | - Ulisses - Elpenor - Ajax - Agamemnon - Hércules - Erifila - Sísifo - Órion - Laertes etc. - Prometeu - Cérbero - Tirésias - Hades - Prosérpina - Telêmaco - Antínoo | -              | Descida ao nada              | Diáloguo, narrativa                               | Coração                       | Cemitério, sagrado coração, o passado, o homem desconhecido, o inconsciente, defeito cardíaca, relíquias, coração partido         |
| Éolo              | 12-1                    | Vermelho        | - Éolo - Filhos - Telêmaco - Mentor - Ulisses | Retórica       | O escárnio da vitória        | Simbouleutike, dikanike, epidiktike, tropos       | Pulmões                       | Máquinas, vento, fama, pipa, destinos fracassados, a imprensa, mutabilidade                                                       |
| Lestrigões        | 1-2                     | Vermelho-sangue | - Antífates - A filha sedutora - Ulisses | Arquitetura    | O desânimo                   | Prosa peristáltica                                | Esôfago                       | Sacrifício sangrento, comida, vergonha                                                                                            |
| Cila e Caribde    | 2-3                     | -               | - Cila - Caribde - Telêmaco - Ulisses - Antínoo | Literatura     | O dilema de dois gumes       | Redemoinhos                                       | Cérebro                       | Hamlet, Shakespeare, Cristo, Sócrates, Londres, Stratford, escolasticismo, misticismo, Platão, Aristóteles, juventude, maturidade |
| Rochedos Errantes | 3-4                     | Arco-íris       | - Objetos - Lugares - Forças - Ulisses | Mecânica       | O ambiente inimigo           | Labirinto móvel entre duas costas                 | Sangue                        | César, Cristo, erros, homônimos, sincronismos, semelhanças                                                                        |
| Sereias           | 4-5                     | Coral           | - Leucoteia - Partenope - Ulisses - Orfeu - Menelau - Argonautas | Música         | A doce enganação             | Fuga per canonem                                  | Ouvido                        | Promessas, feminino, filhos, ornamentos                                                                                           |
| Ciclope           | 5-6                     | Verde           | - Prometeu - Noman - Galateia - Ulisses | Cirurgia       | Terror egocida               | Assimetria alternada                              | Músculos, ossos               | Nação, estado, religião, dinastia, idealismo, exagero, fanatismo, coletividade                                                    |
| Nausícaa          | 8-9                     | Cinza           | - Nausícaa - Servas - Alcino - Arete - Ulisses | Pintura        | A miragem projetada          | Progressão regressiva                             | Olho, nariz                   | Onanismo, feminino, hipocrisia |
| Gado do Sol       | 10-11                   | Branco          | - Lampetia - Faetusa - Hélio - Júpiter - Ulisses | Física         | Os rebanhos eternos          | Prosa, embrião, feto, nascimento                  | Matrix, útero                 | Fertilização, fraudes, partenogênese                                                                                              |
| Circe             | 11-12                   | Violeta         | - Circe - Os porcos - Telêmaco - Ulisses - Hermes | Dança          | A ogra antropófaga           | Visão animada ao ponto de explodir                | Aparelho locomotor, esqueleto | Zoologia, personificação, panteísmo, magia, veneno, antídoto, rolo                                                                |
| Eumeu             | 12-1                    | -               | - Eumeu - Ulisses - Telêmaco - O Mau Pastor - Pseudângelos | -              | A emboscada em casa          | Prosa relaxada                                    | Nervos                        | - |
| Ítaca             | 1-2                     | -               | - Ulisses - Telêmaco - Euricleia - Os pretendentes | -              | A esperança armada           | Diálogo, estilo pacificado, fusão                 | Sucos                         | - |
| Penélope          | {\displaystyle \infty } | -               | - Ulisses - Laertes - Penélope | -              | O passado dorme              | Monólogo, estilo resignado                        | Gordura                       | - |